# Associazione Liberale

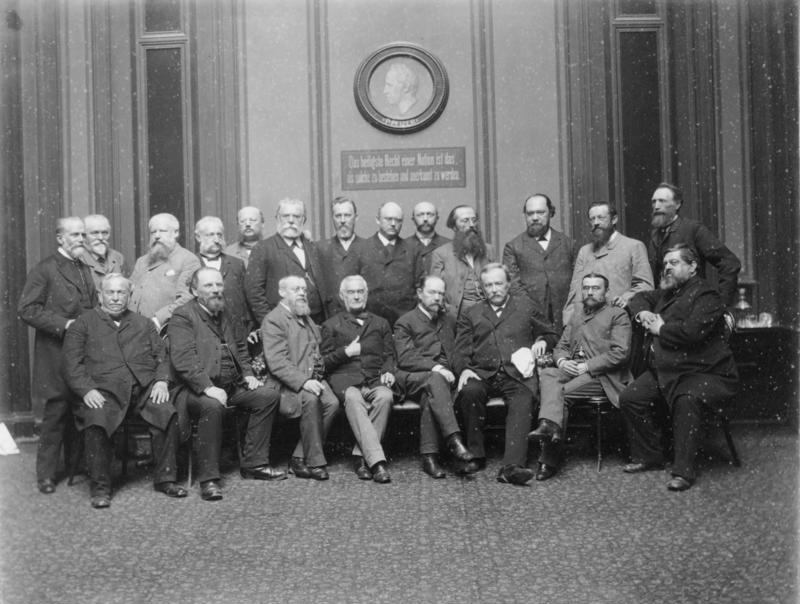
Membri del gruppo parlamentare FVg, c. 1889

L'Associazione Liberale (in tedesco Freisinnige Vereinigung) (FVg, o FrVgg) fu un partito liberale dell'Impero tedesco, nato nel 1893 da una scissione del Partito Liberale Tedesco ed entrato a far parte del Partito Popolare Progressista nel 1910. I membri in precedenza avevano fatto parte dell'Unione Liberale, che nel 1880 si era scissa dal Partito Nazionale Liberale. La FVg fu inizialmente un classico partito di notabili, ma mutò verso un partito più di massa quando, nel 1903, l'Associazione Nazional-Sociale vi aderì.

## Origini
Le tensioni interne tra l'ala sinistra degli ex progressisti e l'ala destra degli ex secessionisti, che esistevano fin dall'inizio, emersero il 6 maggio 1893, quando Georg von Siemens e altri cinque membri del gruppo tedesco-liberale votarono nel Reichstag per una proposta di legge sull'esercito del Cancelliere Reich Leo von Caprivi, in contrasto con la maggioranza del gruppo. Il leader del partito Eugen Richter chiese poi con successo l'esclusione dei sei dissidenti dal gruppo. Pochi giorni dopo, altri ex secessionisti come Ludwig Bamberger, Theodor Barth, Heinrich Rickert e Karl Schrader, così come un gruppo di vecchi progressisti guidati da Albert Hänel, dichiararono le loro dimissioni dal partito e formarono un'Associazione Liberale con i ribelli. Sotto molti aspetti, soprattutto in termini di collaboratori, il nuovo gruppo continuò la tradizione dell'Unione Liberale fin dai primi anni del 1880. La restante parte sinistra del partito, riunita intorno a Richter, costituì il Partito Popolare Liberale.
In seguito al rifiuto della maggioranza parlamentare alla riforma dell'esercito promossa dal Caprivi, il Reichstag fu sciolto, cosicché la fase di formazione del nuovo partito ebbe luogo parallelamente alla campagna elettorale delle elezioni del Reichstag nel 1893. L'Associazione Liberale sottolineò soprattutto gli obiettivi economici liberali. Tuttavia, la divisione del partito aveva scosso la fiducia degli elettori nel liberalismo di sinistra nel suo complesso, cosicché i due partiti insieme ottennero un risultato significativamente inferiore a quello del Partito Liberale Tedesco nelle precedenti elezioni. Dei 37 seggi ottenuti dai due partiti liberali di sinistra, solo 13 sono stati assegnati all'Associazione Liberale, mentre 66 sono stati i seggi ottenuti dai partiti liberali nell'elezione del Reichstag nel 1890.

## Organizzazione e politica fino al 1903
A causa dell'elezione del Reichstag, solo in seguito si tenne un congresso fondativo ufficiale. Il leader del gruppo parlamentare chiarì che l'Associazione non desiderava essere un partito chiuso, ma piuttosto un'associazione elettorale liberale. Per questo motivo non ci fu nessun nuovo programma di partito, ma, inizialmente, mantennero quello del Partito Liberale Tedesco del 1884. Fu prevista una quota associativa, ma non vi fu né uno statuto, né un'organizzazione fissa. La maggior parte delle sezioni locali del Partito Liberale seguirono la costituzione del Partito Popolare Liberale, di conseguenza il numero di sezioni territoriali rimase basso. Il numero di commissioni elettorali fu lievemente maggiore, ma in realtà in molte circoscrizioni l'Associazione non fu affatto rappresentata: nel 1903 gli iscritti furono circa 1.000.
La zona di interesse del partito fu la Germania settentrionale e l'Ostelbien. Nel 1893 divenne il partito più forte di Brema. Quasi i due terzi dei mandati furono assegnati nella regione ad est dell'Elba.
Contrariamente al Partito Popolare Liberale, l'Associazione Liberale sostenne la flotta e le politiche coloniali del governo tedesco del Reich, in modo che convergessero sul programma del Partito Nazionale Liberale. Sebbene esistessero alcuni tentativi di unificazione con i nazional liberali, non si concretizzarono.

## Unione con l'Associazione Nazionale Sociale
Nel 1903 ebbe notevole rilievo l'ingresso dell'Associazione Nazionale Sociale di Friedrich Naumann nell'Associazione Liberale, che ne modificò definitivamente la struttura. Le questioni sociali dell'era industriale svolsero da quel momento un ruolo di maggior rilievo. L'obiettivo fu quello di superare il conflitto tra borghesia e lavoratori, basandosi sull'esempio di Joseph Chamberlain. Oltre a risolvere la questione sociale in sé, si auspicava con ciò che la Germania avrebbe potuto sviluppare ulteriormente il proprio potere internazionale nell'era dell'imperialismo. Anche i gruppi locali dei nazionalsociali diedero all'Associazione una struttura organizzativa più forte. I gruppi locali furono particolarmente attivi durante le campagne elettorali e organizzarono eventi per formare gli iscritti sul programma politico. In questo modo anche le organizzazioni locali acquisirono peso politico, il consiglio esecutivo del partito assunse maggior peso sul gruppo del Reichstag, mentre i gruppi locali formularono proposte per i congressi del partito. Tuttavia, l'obiettivo di divenire un Partito popolare non fu raggiunto. Nel 1909 il partito contava solo 9.000 membri.

## Fusione dei partiti liberali di sinistra
Nel 1905 si tenne una riunione dei membri dei due partiti liberali e del Partito Popolare Tedesco per discutere di una rinnovata unione dei partiti liberali (di sinistra). L'Associazione presentò un programma minimo pur di giungere ad un accordo. Nel corso della campagna elettorale per le elezioni del Reichstag nel 1907 si ebbe una più stretta cooperazione, dopodiché i tre partiti aderirono al "blocco Bülow" e formarono un gruppo parlamentare nel Reichstag. Tuttavia, questa politica portò alla rottura con alcuni critici tra cui Theodor Barth, Rudolf Breitscheid e Hellmut von Gerlach, membri dell'Associazione Liberale, ma la loro Unione Democratica rimase priva di significato e ben presto cessò di esistere.
Il Partito Popolare Progressista fu fondato nel 1910 come unione dei partiti liberali di sinistra.

## Principali membri
- Ludwig Bamberger
- Theodor Barth
- Gertrud Bäumer
- Rudolf Breitscheid
- Lujo Brentano
- Max Broemel
- Hellmut von Gerlach
- Otto Gildemeister
- Georg Gothein
- Albert Hänel
- Helene Lange
- Franz von Liszt
- Karl Mommsen
- Theodor Mommsen
- Friedrich Naumann
- Hermann Pachnicke
- Hugo Preuss
- Heinrich Rickert
- Richard Roesicke
- Karl Schrader
- Gerhart von Schulze-Gaevernitz
- Georg von Siemens